# Олег Тјагнибок
Олег Јарославович Тјагнибок (укр. Оле́г Яросла́вович Тягнибо́к; Лавов, 7. новембар 1968) јесте украјински политичар и лидер ултранационалистичке странке Свобода. Био је посланик у Врховној ради Украјине у три мандата.
Био је кандидат за председника Украјине на изборима 2010. и 2014. године.

## Политички ставови
Познат је по својим антисемитским ставовима и глорификацији колаборационистичке Организације украјинских националиста и Украјинске устаничке армије. Залаже се за улазак Украјине у НАТО. Такође се залаже да се Криму одузме аутономија, а граду Севастопољу специјални статус. Тјагнибок жели да у украјинске пасоше уведе одељак „народност“, уведе визни режим са Русијом и захтева од Украјинаца да положе испит из украјинског језика за рад у државној служби.
Жели да поново успостави Украјину као нуклеарну силу. Он верује да би то зауставило „руски виртуелни рат Украјини“.